# Гелиодиниды
Гелиодиниды, или солнечные моли (лат. Heliodinidae) — семейство бабочек.

## Описание
Небольшие бабочки. Размах крыльев 7—12 мм. Голова с прилегающими чешуйками, без глазков. Губные щупики изогнуты вверх. Усики достигают 4/5 длины переднего крыла. Передние крылья ланцетовидные, рисунок, если имеется, образован перевязью на проксимальной половине крыла и пятнами на его середине и вблизи вершины На переднем крыле жилки Sc достигает 1/2 или 3/4 длины костального края, R, если имеются все, то отходят обособленно от срединной ячейки, или R ствол представлен 4 ветвями, причем R5 на общем стебле с М1, А редуцирована. На заднем крыле жилка R и M1 на общем стебле или обособлены в основании, M5 выходит из одной точки с Cu1 или отсутствует, Cu1 и Сu2 очень короткие, А представлена 1 жилкой, основание которой не выражено.
Гусеницы в европейской части развиваются на листьях лебеды, в Японии — на калопанаксе.

## Систематика
Около 400 видов в 64 родах. Большинство видов распространено в тропиках.

### Роды
- Acanthocasis
- Actinoscelis
- Adamantoscelis
- Aenicteria
- Aetole
- Agalmoscelis
- Amphiclada
- Anypoptus
- Athlostola
- Atrijuglans
- Beijinga
- Bonia
- Camineutis
- Capanica
- Chrysoxestis
- Coleopholas
- Copocentra
- Coracistis
- Craterobathra
- Crembalastis
- Cyanarmostis
- Cycloplasis
- Diascepsis
- Echinophrictis
- Ecrectica
- Embola
- Encratora
- Epicroesa
- Ethirastis
- Gnamptonoma
- Gymnogelastis
- Gymnomacha
- Haemangela
- Heliodines
- Hemicalyptris
- Hethmoscelis
- Hierophanes
- Lamachaera
- Lamprolophus
- Lamproteucha
- Leuroscelis
- Lissocarena
- Lissocnemitis
- Lithariapteryx
- Lithotactis
- Machaerocrates
- Magorrhabda
- Molybdurga
- Percnarcha
- Philocoristis
- Placoptila
- Protanystis
- Pseudastasia
- Pteropygme
- Scelorthus
- Sisyrotarsa
- Sobareutis
- Thrasydoxa
- Thriambeutis
- Trichothyrsa
- Trychnopepla
- Wygodzinskyiana
- Xestocasis
- Zapyrastra